# Epe van Aylva
Epe van Aylva of Epo van Aylva (Rinsumageest, (gedoopt op 27 januari 1650) – Augsbuurt, 6 september 1720) was een Nederlands bestuurder.

## Biografie
Van Aylva was een zoon van Sjoerd van Aylva (1616-1679), grietman van Dantumadeel, en Juliana van Mouderick (ca.1623-1670). Epe was lid van de familie Van Aylva.
Van Aylva volgde in 1667 Feye van Scheltema op als grietman van Kollumerland en Nieuwkruisland. Van Scheltema was de eerste man van de vrouw van Epe van Aylva, Luts van Aylva. Van Aylva was een geestdriftig man aangezien in 1681 opdracht werd gegeven om hem strafrechtelijk te vervolgen. In datzelfde jaar werd Van Aylva tijdelijk geschorst als grietman en vervangen door Isaäc de Schepper, grietman van Achtkarspelen. In 1682 weigerde hij zitting te nemen in de Staten-Generaal. Tevens werden hem in 1682, 1684 en 1693 boetes opgelegd voor een gebrek aan eerbied aan het gezag. In 1712 deed hij afstand van het grietmanschap ten gunste van zijn zoon Douwe Feyo van Aylva, terwijl hij zelf als assessor actief bleef.
Van Aylva bewoonde de Clantstate te Augsbuurt.

## Huwelijk en kinderen
Van Aylva trouwde rond 1670 met Luts van Aylva (1638-1718), dochter van Douwe Meckema van Aylva, grietman van Westdongeradeel en Leeuwarderadeel, en Luts van Meckema. Luts van Aylva was de weduwe van Epes voorganger als grietman, Feye van Scheltema. Daarnaast was zij verwant aan de familie Van Meckema waarvan eerder twee leden grietman van Kollumerland zijn geweest. Het echtpaar kreeg twee kinderen:
- Juliana Dorothea van Aylva (1671-1733), trouwde met Willem Frederik baron van Schrattenbach, militair. Hun dochter, Lucia Julia barones van Schratenbach, trouwde met Willem Aemilius van Unia welke later ook grietman van Kollumerland en Nieuwkruisland was.
- Douwe Feye van Aylva (1675-1725), overleed ongehuwd.

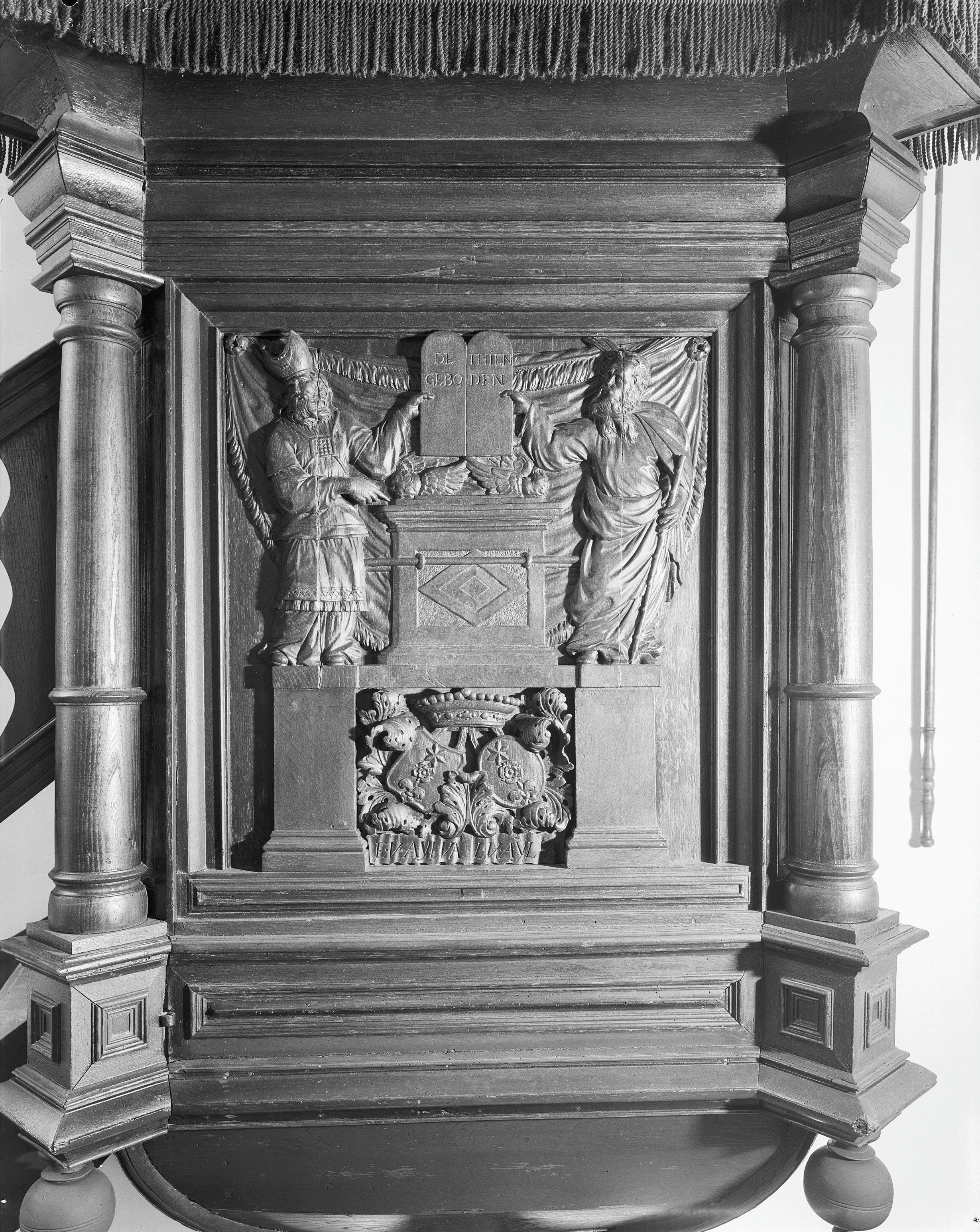
De preekstoel in de kerk van Augsbuurt met het alliantiewapen van Epe en Luts van Aylva.
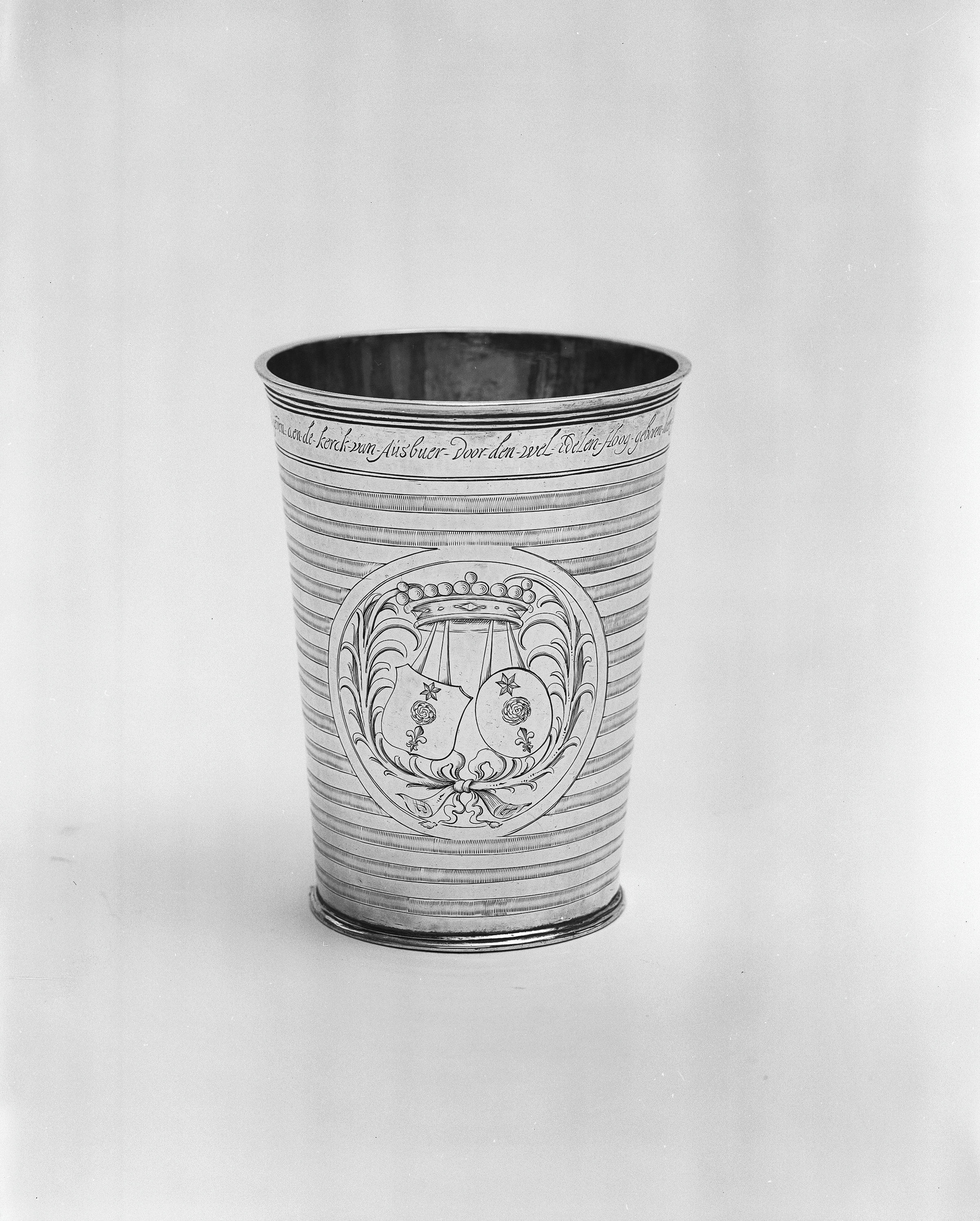
Zilveren beker uit de kerk van Augsbuurt met het alliantiewapen Van Aylva-Van Aylva.
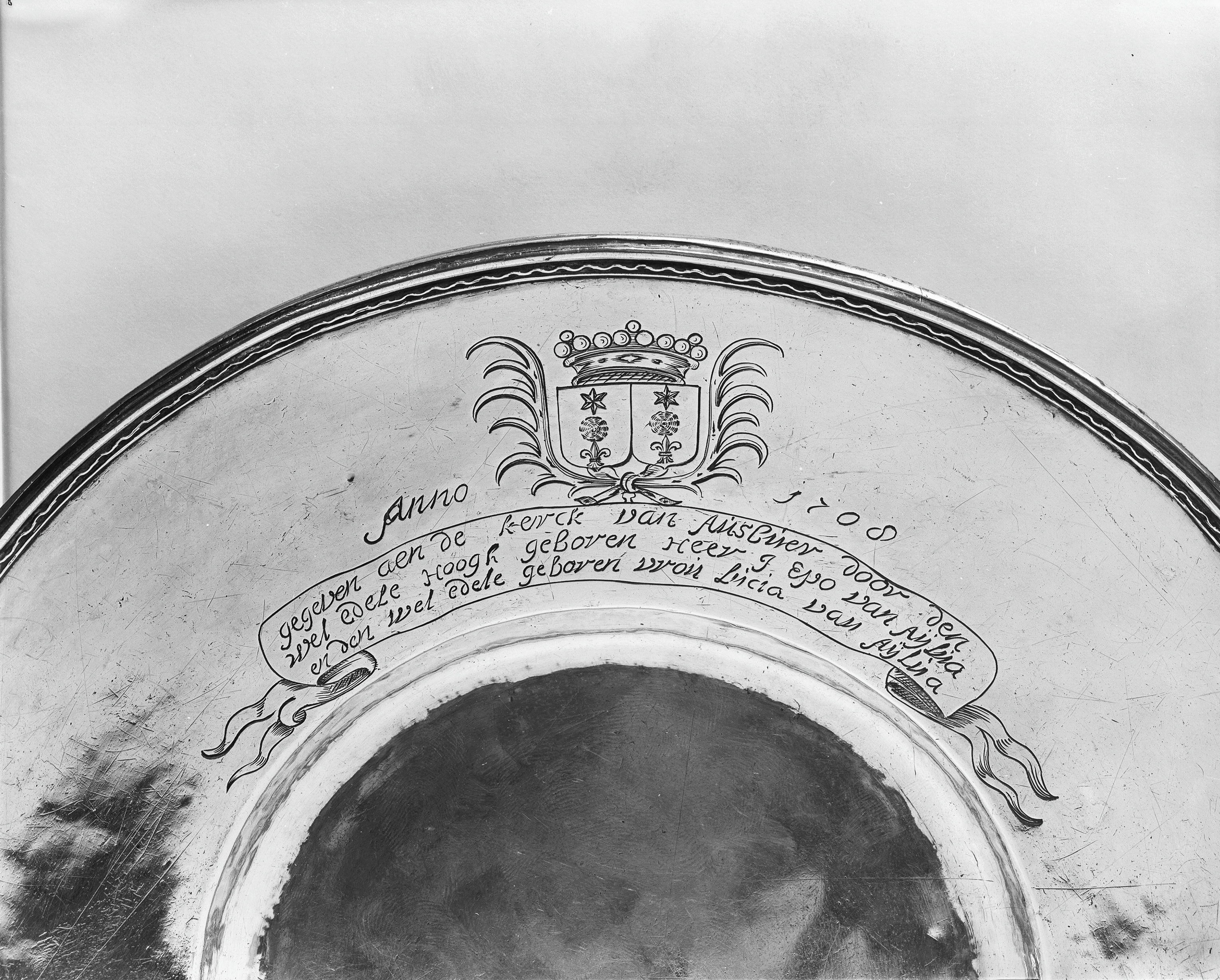
Zilveren schotel uit de kerk van Augsbuurt met het alliantiewapen Van Aylva-Van Aylva.